# Bisbat de Sessa Aurunca
El bisbat de Sessa Aurunca (italià: diocesi di Sessa Aurunca; llatí: Dioecesis Suessana) és una seu de l'Església catòlica, sufragània de l'arquebisbat de Nàpols, que pertany a la regió eclesiàstica Campània. El 2010 tenia 86.900 batejats d'un total 88.900 habitants. Actualment està regida pel bisbe Orazio Francesco Piazza.

## Territori
La diòcesi comprèn cinc municipis de la província de Caserta: Carinola, Cellole, Falciano del Massico, Mondragone i Sessa Aurunca.
Limita al nord amb l'arquebisbat de Gaeta, a l'est amb el bisbat de Teano-Calvi, al sud amb l'arquebisbat de Càpua i a oest amb la mar Tirrena.
La seu episcopal és la ciutat de Sesa Aurunca, on es troba la catedral de Santi Pietro e Paolo.
El territori està dividit en 42 parròquies, agrupades en quatre vicariats: Carinola, Cellole, Mondragone i Sessa Aurunca.

## Història
La tradició atribueix l'evangelització de la ciutat de Sessa a l'apòstol Pere. Al martirologi romà de Cesare Baronio són nomenats nombrosos sants que van patir el martiri a Sessa durant el regnat de Dioclecià: Aristonio, Crescenzio, Eutichiano, Urbano, Vitale, Giusto, Felicissimo, Felice, Marta e Sinforosa, l'elogi dels quals és el 2 de juliol.
El primer bisbe de Sessa de qui es coneix el nom és Fortunato, qui en 499 va intervenir en un sínode convocat a Roma pel Papa Símmac: es passa el nom de Cast, qui hauria estat bisbe de Sessa a principis del segle v però res recolza la hipòtesi de la seva existència real.
En una acta de l'arquebisbat de Càpua Atenolfo II del 1032 es recorda que la diòcesi de Sessa va ser sufragània de Càpua: Sessa, probablement, el tema va sorgir en 966, quan el Papa Joan XXIII va elevar Càpua a la dignitat Metropolitana.
La catedral romànica de Sessa es remunta al 1103.
Després del concordat de Terracina entre el Papa Pius VII i el rei de les Dues Sicílies Ferran I, amb la butlla De utiliori del 27 de juny de 1818, el Papa va suprimir la diòcesi de Carinola i uní el seu territori a la diòcesi de Sessa.
El 30 d'abril de 1979, juntament amb Càpua, la diòcesi de Sessa Aurunca va passar a formar part de la província eclesiàstica de l'arxidiòcesi de Nàpols.

## Cronologia episcopal
- Fortunato † (inicis de 499 - finals de 502)
- Giovanni † (citat el 998)
- Benedetto † (1032 - ?)
- Milone, O.S.B. † (1071 - ?)
- Benedetto II † (citat el 1092)
- Giacomo, O.S.B. † (vers 1100 - 23 de febrer de 1108)
- Giovanni II, O.S.B. † (1108 - finals de 1113)
- Gregorio, O.S.B. † (1120 - ?)
- Gaufredo † (citat el 1126)
- Roberto † (citat el 1144)
- Riso † (citat el 1160 aproximadament)
- Evreo † (inicis de 1171 - finals de 1195)
- Pandolfo † (citat el 1224)
- Giovanni III † (citat el 1259)
- Roberto de Asprello † (citat el 1284)
- Guido † (22 de febrer de 1297 - ?)
- Deodato Piccino, O.P. † (citat el 1299)
- Roberto III † (1301 - 1309 mort)
- Bertrando † (18 d'agost de 1309 - 31 de març de 1323 mort)
- Giacomo Matrizi † (25 de maig de 1326 - 26 de febrer de 1330 mort)
- Giovanni de Paulo † (1330 - ?)
- Ugo, O.F.M. † (1340 - 1343 mort)
- Alessandro de Miro † (21 d'abril de 1344 - 1350 mort)
- Giacomo Petrucci, O.F.M.Conv. † (24 de maig de 1350 - 1356 mort)
- Enrico de' Grandoni, O.P. † (28 de novembre de 1356 - 1363 mort)
- Matteo de' Bruni, O.P. † (13 de novembre de 1363 - 1383 deposat)
- Filippo de Toralto † (26 d'octubre de 1383 - 1392 mort)
- Antonio, O.Cist. † (18 de maig de 1392 - 1402 mort)
- Domenico † (18 d'agost de 1402 - 1417 mort)
- Gentile Maccafani † (26 de gener de 1418 - 1425 renuncià)
  - Giovanni di Tagliacozzo † (1425 - 1426) (administrador apostòlic)
- Giacomo Martini † (30 d'agost de 1426 - 1462 mort)
- Angelo Gerardini † (15 d'abril de 1463 - 1486 mort)
- Pietro Ajossa † (4 d'agost de 1486 - 1492 mort)
- Giovanni Furacapra † (6 de març de 1493 - 25 de novembre de 1499 mort)
- Martino Zapata † (27 de novembre de 1499 - 1505 mort)
- Francesco Sinibaldi † (28 de novembre de 1505 - 1507 mort)[2]
- Francesco Guastaferro † (22 de novembre de 1505 - 11 de maig de 1543 mort)
- Tiberio Crispo † (6 de juliol de 1543 - 7 de juny de 1546 renuncià)
- Bartolomeo Albani † (7 de juny de 1546 - 22 d'octubre de 1552 nomenat arquebisbe de Sorrento)
- Galeazzo Florimonte † (22 d'octubre de 1552 - vers 1565 renuncià)
  - Tiberio Crispo † (1565 - 27 de juny de 1566 renuncià) (per segona vegada, administrador apostòlic)
- Giovanni Placido † (27 de juny de 1566 - 20 de gener de 1591 mort)
- Alessandro Riccardi † (6 de març de 1591 - 16 de maig de 1604 mort)
- Fausto Rebagli † (30 d'agost de 1604 - de febrer de 1624 mort)
- Ulisse Gherardini della Rosa † (1 de juliol de 1624 - 9 de gener de 1670 mort)
- Tommaso d'Aquino, C.R. † (30 de juny de 1670 - 26 de setembre de 1705 mort)
- Raffaele Maria Filamondo, O.P. † (14 de desembre de 1705 - 15 d'agost de 1706 mort)
- Francesco Gori † (4 d'octubre de 1706 - 1708 mort)
- Luigi Maria Macedonio, C.M. † (8 de juny de 1718 - 9 de desembre de 1727 mort)
- Francesco Caracciolo, O.F.M. † (24 d'abril de 1728 - 11 d'agost de 1757 mort)
- Francesco Granata † (26 de setembre de 1757 - 11 de gener de 1771 mort)
- Baldassarre Vulcano, O.S.B. † (29 de juliol de 1771 - 20 de març de 1773 mort)
- Antonio de Torres, O.S.B. † (14 de juny de 1773 - 29 d'octubre de 1779 mort)
- Emanuele Maria Pignone del Carretto, O.E.S.A. † (27 de febrer de 1792 - 27 de setembre de 1796 mort)
- Pietro de Felice † (18 de desembre de 1797 - de novembre de 1814 mort)
  - Sede vacante (1814-1818)
- Bartolomeo Varrone † (6 d'abril de 1818 - 27 de febrer de 1832 mort)
- Paolo Garzilli † (2 de juliol de 1832 - 24 de juliol de 1845 mort)
- Giuseppe Maria d'Alessandro † (24 de novembre de 1845 - 15 de març de 1848 mort)
- Ferdinando Girardi, C.M. † (11 de setembre de 1848 - 8 de desembre de 1866 mort)
  - Sede vacante (1866-1872)
- Raffaele Gagliardi † (23 de febrer de 1872 - 18 d'agost de 1880 mort)
- Carlo de Caprio † (13 de desembre de 1880 - 14 de desembre de 1887 mort)
- Giovanni Maria Diamare † (1 de juny de 1888 - 9 de gener de 1914 mort)
- Fortunato de Santa † (15 d'abril de 1914 - 22 de febrer de 1938 mort)
- Gaetano De Cicco † (30 de gener de 1939 - 22 de març de 1962 nomenat bisbe titular d'Ezani)
- Vittorio Maria Costantini, O.F.M.Conv. † (28 de maig de 1962 - 25 d'octubre de 1982 jubilat)
- Raffaele Nogaro (25 d'octubre de 1982 - 20 d'octubre de 1990 nomenat bisbe de Caserta)
- Agostino Superbo (18 de maig de 1991 - 19 de novembre de 1994 nomenat bisbe d'Altamura-Gravina-Acquaviva delle Fonti)
- Antonio Napoletano, C.SS.R. (19 de novembre de 1994 - 25 de juny de 2013 jubilat)
- Orazio Francesco Piazza, des del 25 de juny de 2013

## Estadístiques
A finals del 2010, la diòcesi tenia 86.900 batejats sobre una població de 88.900 persones, equivalent 97,8% del total.
| any  | població | població | població | sacerdots | sacerdots       | sacerdots       | sacerdots             | diaques | religiosos | religiosos | parroquies |
| ---- | -------- | -------- | -------- | --------- | --------------- | --------------- | --------------------- | ------- | ---------- | ---------- | ---------- |
| any  | batejats | total    | %        | total     | clergat secular | clergat regular | batejats por sacerdot | diaques | homes      | dones      |            |
| 1949 | 60.000   | 60.000   | 100,0    | 66        | 60              | 6               | 909                   |         | 7          | 15         | 42         |
| 1970 | 73.920   | 74.230   | 99,6     | 64        | 49              | 15              | 1.155                 |         | 15         | 60         | 49         |
| 1980 | 95.930   | 96.500   | 99,4     | 52        | 40              | 12              | 1.844                 | 2       | 16         | 110        | 51         |
| 1990 | 106.800  | 110.000  | 97,1     | 59        | 41              | 18              | 1.810                 |         | 20         | 113        | 42         |
| 1999 | 73.990   | 74.240   | 99,7     | 58        | 39              | 19              | 1.275                 | 7       | 21         | 100        | 42         |
| 2000 | 74.300   | 75.000   | 99,1     | 52        | 39              | 13              | 1.428                 | 7       | 16         | 96         | 42         |
| 2001 | 74.500   | 76.000   | 98,0     | 50        | 39              | 11              | 1.490                 | 7       | 14         | 97         | 42         |
| 2002 | 74.500   | 76.000   | 98,0     | 53        | 41              | 12              | 1.405                 | 7       | 15         | 98         | 42         |
| 2003 | 85.500   | 87.720   | 97,5     | 53        | 41              | 12              | 1.613                 | 7       | 14         | 98         | 42         |
| 2004 | 85.500   | 87.720   | 97,5     | 50        | 38              | 12              | 1.710                 | 7       | 15         | 71         | 42         |
| 2010 | 86.900   | 88.900   | 97,8     | 54        | 41              | 13              | 1.609                 | 8       | 13         | 52         | 42         |